# Vägen genom A

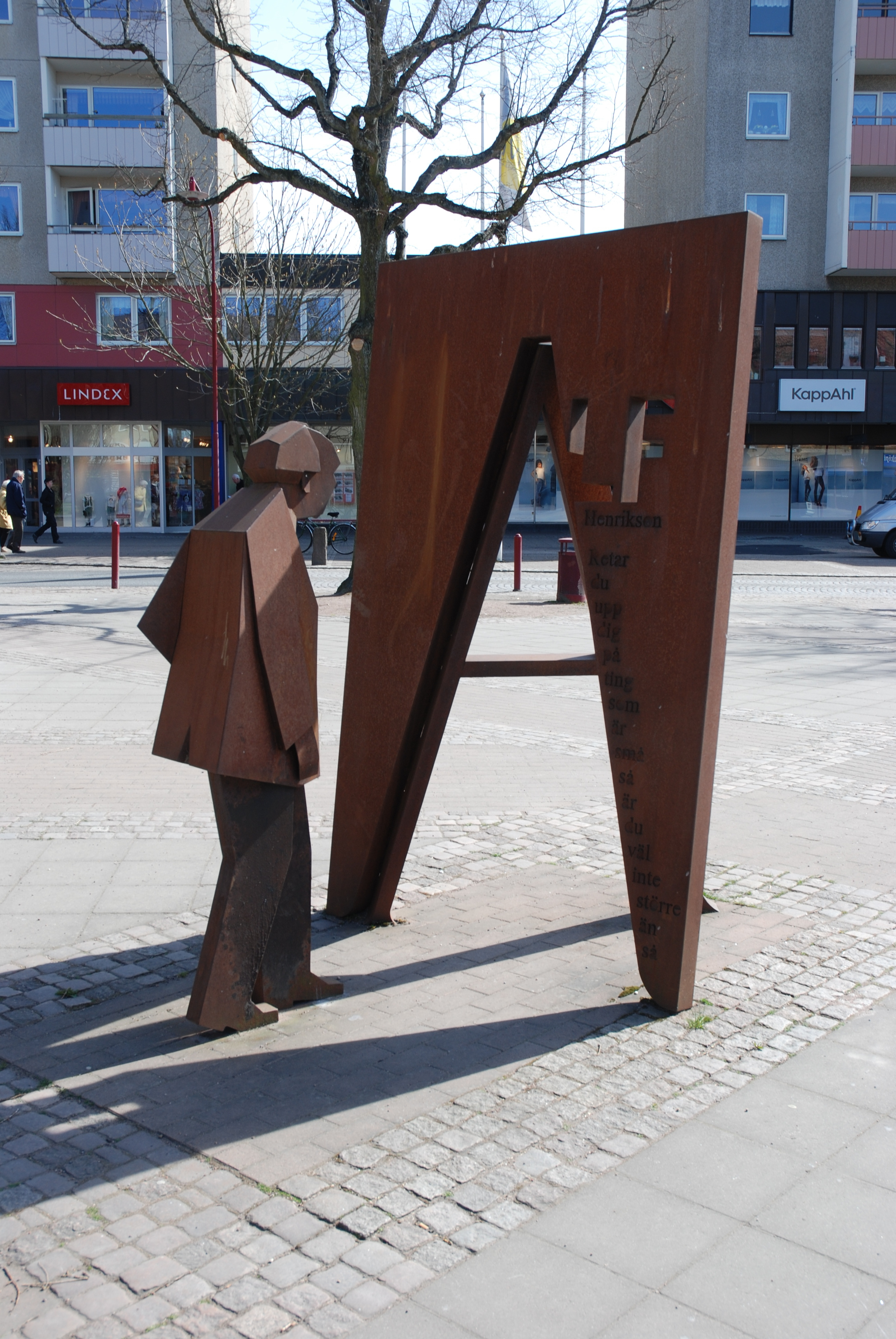
Vägen genom A av Thomas Qvarsebo

Vägen genom A är en ungdomsroman utgiven 1949 av Alf Henrikson. Boken innehåller även 133 teckningar av Birger Lundquist.

## Handling
Två bokmalar, Justus och Filibert, bestämmer sig för att tugga sig igenom det första bandet i ett konversationslexikon. Bandet innehåller nästan hela bokstaven A, Aachen till och med Astronomi. När de väl tuggat sig igenom pärmen får de uppleva alla möjliga äventyr, bland annat hamnar de i Assyrien träffar på Arkimedes och hamnar i aritmetikens värld.

## Skulptur
År 1998 invigdes Alf Henriksonplatsen vid Esplanaden i Huskvarna där en skulptur av Alf Henrikson, kallad Vägen genom A står. Skulpturen är gjord av Thomas Qvarsebo.